# اوریول جونکراس
اوریول جونکراس ای ویِس  (تلفظ کاتالان: [uɾiˈɔʎ ʒuŋˈkeɾəz i ˈβi. əs]; متولد ۱۱ مارس ۱۹۶۹) یک سیاست مدار اسپانیایی، تاریخ‌نگار و دانشگاهی اهل کاتالونیا است. او شهردار سابق شهرستان سان بیسنس دلس اورتس در شمال شرقی اسپانیا است. او از ژانویه ۲۰۱۶ تا اکتبر سال ۲۰۱۷، زمانی که از خدمت خلع شد به عنوان معاون رئیس‌دولت‌خودمختار کاتالونیا خدمت کرد. خلع خدمت او به دلیل مشارکت در اعلام استقلال کاتالونیا است. او رهبر چپ جمهوری‌خواه کاتالونیا (ERC) است.
او متولد سال ۱۹۶۹ در بارسلون است و در شهرستان سان بیسنس دلس اورتس بزرگ شده‌است. او پس از فارغ‌التحصیلی از دانشگاه خودمختار بارسلونا در آن دانشگاه تاریخ تدریس می‌کرد.
جونکراس به عنوان یک طرفدار استقلال کاتالونیا به چپ جمهوری‌خواه کاتالونیا پیوست. او در سال ۲۰۰۷ عضو شورای شهر شهرستان سان بیسنس دلس اورتس شد و در سال ۲۰۱۱ شهردار آن شهرستان شد. او در سال ۲۰۰۹ عضو پارلمان اروپا شد و تا ژانویه سال ۲۰۱۲ این سمت را حفظ کرد. در سال ۲۰۱۲ عضو پارلمان کاتالونیا از استان بارسلون شد. در ژانویه سال ۲۰۱۶ در پی توافق ائتلاف همه با هم برای آری Juns pel Sí (JxSí) (ائتلاف انتخاباتی که چپ جمهوری‌خواه کاتالونیا عضو آن بود) و حزب Popular Unitiy Candidacy (CUP) جونکراس معاون رئیس‌دولت‌خودمختار کاتالونیا شد.
در ۱ اکتبر سال ۲۰۱۷ یک همه‌پرسی استقلال در کاتالونیا برگزار شد. این در حالی بود که دادگاه قانون اساسی اسپانیا حکم کرده بود که این همه‌پرسی ناقض قانون اساسی اسپانیا است. ۹۲٪ مردم پشتیبان استقلال بودند هر چند در نهایت تنها ۴۳٪ درصد مردم به دلیل تحریم توسط مخالفان استقلال و ترس از خشونت توسط دولت مرکزی در انتخابات شرکت کردند. مجلس کاتالونیا در ۲۷ اکتبر سال ۲۰۱۷ اعلام استقلال کرد و این منجر شد که دولت اسپانیا اعمال حاکمیت مستقیم بر کاتالونیا کند و دولت منطقه ای کاتالونیا را منحل اعلام کند. در نتیجه مجلس کاتالونیا منحل شد و انتخابات منطقه ای کاتالونیا در دستور کار قرار گرفت. در ۳۰ اکتبر سال ۲۰۱۷ اتهام‌های شورش، فتنه و سوء استفاده از بودجه عمومی بر او و دیگر اعضای دولت کاتالونیا وارد شد. در ۲ نوامبر ۲۰۱۷ دادگاه ملی اسپانیا دستور بازداشت او و هقت تن دیگر از وزرای دولت‌خودمختار را داد. در ۴ دسامبر همان سال شش نفر از وزرا در قبال وثیقه آزاد شدند اما جونکراس و جوآکیم فورن، وزیر امور داخلی، در بازداشت ماندند. در ۲۱ دسامبر ۲۰۱۷ پس از انتخابات منطقه کاتالونیا، جونکراس دوباره به عضویت پارلمان کاتالونیا درآمد و احزاب طرفدار استقلال اکثریت مطلق پارلمانی را حفظ کردند. در ۱۰ ژوئیه ۲۰۱۸ یک قاضی دادگاه عالی اسپانیا عضویت جونکراس در پارلمان کاتالونیا را معلق کرد و حکم کرد که او در زندان بماند.

## اوایل زندگی و خانواده
جونکراس متولد ۱۱ مارس سال ۱۹۶۹ در سنت آندرئو د پالومار که محله در منطقهٔ سنت آندرئو در بارسلون پایتخت کاتالونیا است. پدر او یک معلم دبیرستان و مادر او یک پرستار بودند. وقتی که او دو ساله بود به همراه خانواده اش به سان بیسنس دلس اورتس در بایش لوبرگات نقل مکان کرد. پدر و مادر او توسط یک راهبه متقاعد شدند که جونکراس جوان را به مدرسه ایتالیایی در بارسلون بفرستند. در آنجا بود که او زبان ایتالیایی یادگرفت. در جوانی او در باغ‌های بادام و زیتون خانواده اش در کاستیبی ای ال بیلار در پاجس کار کرده‌است. او یک کاتولیک است.
جونکراس ادعا می‌کند از هشت سالگی از استقلال کاتالونیا حمایت می‌کرده. بعد از دوران دبیرستان وارد دانشگاه بارسلونا شد و در آنجا عضو فعال اتحادیه دانشجویی یود. او در آن دانشگاه شروع به تحصیل اقتصاد کرد اما قبل از اتمام دوره به دانشگاه خودمختار بارسلونا منتقل شد و با مدرک کارشناسی درتاریخ معاصر و مدرن فارغ‌التحصیل شد. او مدرک دکتری خود را در در سال ۲۰۰۲ از آن دانشگاه در رشتهٔ اقتصاد گرفت و عنوان پایان‌نامه او «تاریخچه تفکرات اقتصادی» بود که در مورد تفکرات اقتصادی در اوایل دوران مدرن (۱۵۲۰–۱۶۳۰) در کاتالونیا بود.

## فعالیت‌های علمی و حرفه ای
جونکراس استاد «تاریخ پیش مدرن شرق آسیا» و «بنیان‌های دنیای مدرن»، در دانشکده تاریخ مدرن و معاصر دانشگاه خودمختار بارسلونا بود. او مشاور و نویسنده تعداد زیادی از برنامه‌های رادیو و تلویزیون کاتالونیا در زمینه تاریخ و سیاست بود. از جمله این برنامه‌ها: «Conviure Amb el Risc", "El Favorit (TV3, 2005)»، «En Guàrdia and El Nas de Cleòpatra"(Catalunya Ràdio), "Els Maquis", "La Guerra Silenciada» و «Minoría Absoluta and El Món" (RAC 1). او به همراه دیگران نویسنده کتاب‌هایی همچون «Els Catalans i Cuba» (۱۹۹۹)، «La Batalla de l'Ebre» (۱۹۹۹) و La "Presó Model de Barcelona» (۲۰۰۰) است. او عضو «مرکز گردشگری سان بیسنس دلس اورتس» و «Orfeó Vicentí» است.

## فعالیت‌های سیاسی

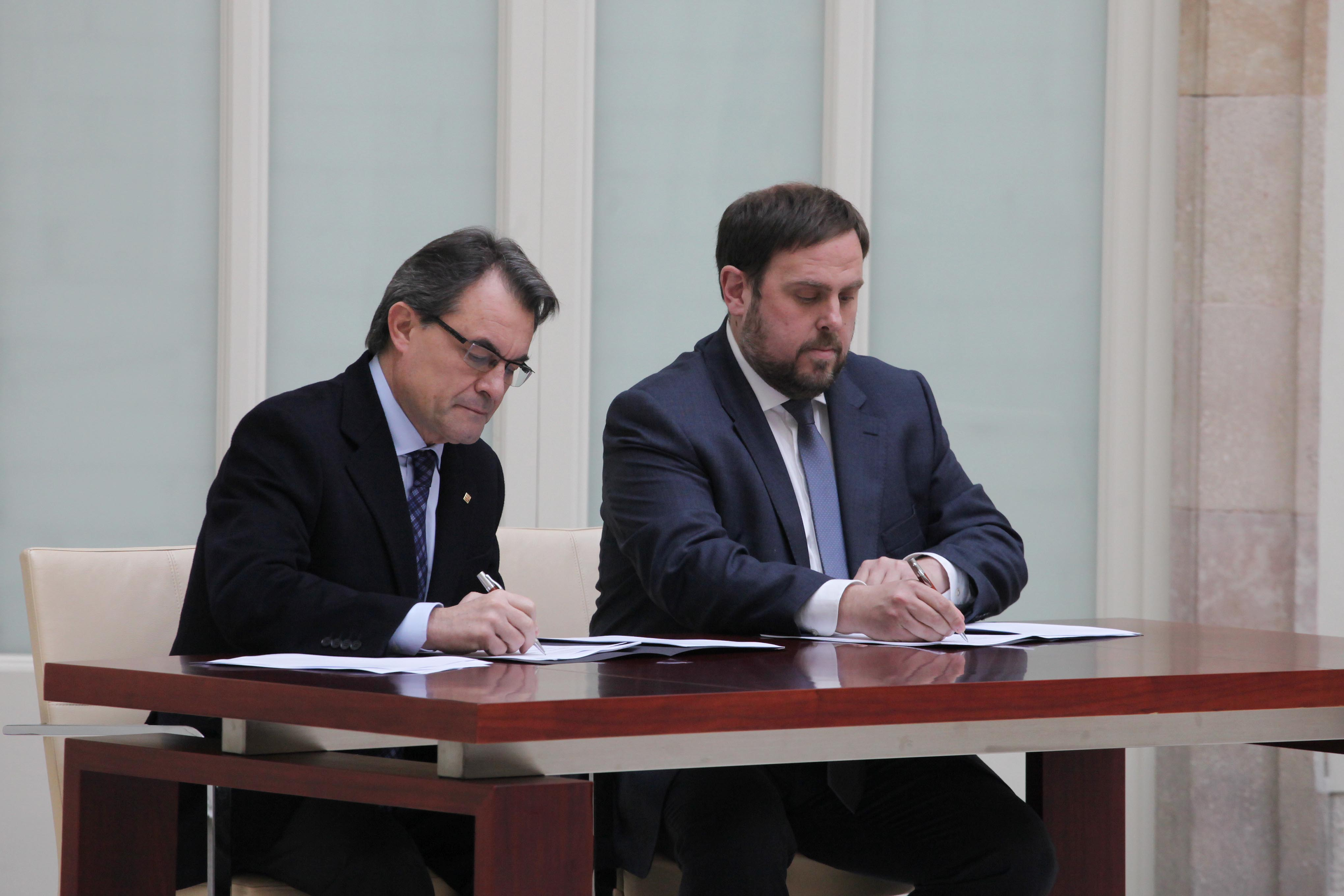
آرتورماس و اوریول جونکراس در حال امضای توافقنامه دولت در دسامبر ۲۰۱۲

جونکراس در انتخابات منطقه ای سال ۲۰۰۳ به عنوان عضوی از ائتلاف چپ جمهوری‌خواه کاتالونیا-Acord Municipal (ERC-AM) برای شهرستان سان بیسنس دلس اورتس نامزد شد اما در انتخابات شکست خورد. او در انتخابات منطقه ای سال ۲۰۰۷ دوباره به عنوان یک نامزد اعتلاف ERC-AM از شهرستان سان بیسنس دلس اورتس شرکت کرد و این بار برنده شد، اما در آن زمان اعتلاف ERC-AM در مجلس، اپوزیسیون بود. او دوباره در انتخابات منطقه ای سال ۲۰۱۱ به عنوان یک نامزد از حزب Junts هر Sant Vicenç (JuntsxSVH) انتخاب شد. JuntsxSVH و حزب همگرایی و اتحاد (CiU) به همراه و ابتکار برای حزب متحد سبزهای کاتالونیا و آلترناتیو چپ (داخل بطن-EUiA-E) تشکیل دولت منطقه ای دادند و جونکراس شهردار شهرستان سان بیسنس دلس اورتس شد. او دوباره در انتخابات منطقه ای سال ۲۰۱۵ انتخاب شد.
او در انتخابات پارلمان اروپا در سال ۲۰۰۹ به عنوان عضوی از ائتلاف اروپای مردم–سبزها (EdP–V) انتخابات شرکت کرد و راهی پارلمان اروپا شد. او در سال ۲۰۱۱رهبر چپ جمهوری‌خواه کاتالونیا شد.
جونکراس در انتخابات منطقه ای سال ۲۰۱۲ به عنوان عضوی از ائتلاف جمهوری‌خواه چپ کاتالونیا–کاتالونیا بله (ERC–CatSí) نامزد انتخاباتی در استان بارسلون شد و به پارلمان کاتالونیا راه پیدا کرد. در ماه دسامبر سال 2012 ERC و CiU به توافقی رسیدند که به موجب آن ERC از دولت اقلیت آرتور ماس حمایت کند. بخشی از این توافق برگزاری همه‌پرسی استقلال در سال ۲۰۱۴ بود. در ژانویه ۲۰۱۳ با وجود توافق و مخالفت اعضای حرب سوسیالیست‌ها و سبزها جونکراس به عنوان رهبر اپوزیسیون در مجلس کاتالونیا شد.
جونکراس انتخابات منطقه ای ۲۰۱۵ به عنوان نامزدی از اعتلاف Junts pel Sí (JxSí) راهی پارلمان کاتالونیا شد. در ژانویه ۲۰۱۶ طی توافقی بین احزاب استقلال طلب JxSí و نامزدی وحدت مردمی (کوپ) در آخرین لحظات برای حذف آرتور ماس بود، جونکراس به عنوان معاون رئیس‌دولت‌خودمختار کاتالونیا و وزیر امور اقتصادی و دارایی انتخاب شد.

### بحران استقلال کاتالونیا
در ماه ژوئن سال ۲۰۱۷ رئیس دولت‌خودمختار کاتالونیا کارلس پوجدمون اعلام کرد که یک همه‌پرسی در مورد استقلال کاتالونیا در تاریخ ۱ اکتبر سال ۲۰۱۷ برگزار خواهد شد. در تاریخ ۶ سپتامبر ۲۰۱۷ مجلس کاتالونیا قانون همه‌پرسیی و رفراندم یک جانبه را که لازم‌الاجرا و تنها بر اساس اکثریت ساده و بدون حداقل بود تصویب کرد. روز بعد دادگاه قانون اساسی اسپانیا این قانون مجلس کاتالونیا را معلق و برگزاری همه‌پرسی را مسدود کرد. دولت اسپانیا با اجرای عملیات آنوبیس سازماندهی همه‌پرسی را مختل کرد و اعضای دولت منطقه ای کاتالونیا را دستگیر کرد. با وجود این همه‌پرسی اتفاق افتاد، هرجند که به دلیل تحریم مخالفان استقلال تنها ۴۳ درصد واجدین شرایط در انتخابات شرکت کردند. ۹۲ درصد از رای‌دهندگان رأی آری به استقلال دادند. به دلیل اینکه نیروهای پلیس اسپانیا برای جلوگیری از انجام همه‌پرسی به خشونت متوسل شدند، حدود ۹۰۰ نفر از مردم مصدوم شدند.
در ۲۷ اکتبر سال مجلس نمایندگان کاتالونیا طی رایی که با تحریم نمایندگان مخالف همراه بود اعلام استقلال کرد. تقریباً بلافاصله سنای اسپانیا به استناد ماده ۱۵۵ قانون اساسی پوجدمون و سایر اعضای دولت منطقه ای کاتالونیا را برکنار کرد و اعمال حاکمیت مستقیم در کاتالونیا کرد. روز بعد نخست‌وزیر اسپانیا ماریانو راخوی مجلس کاتالونیا را منحل اعلام کرد و دستور انتخابات منطقه ای خارج از دوره برای کاتالونیا در تاریخ ۲۱ دسامبر ۲۰۱۷ داد. در ۳۰ اکتبر سال ۲۰۱۷ , دادستان کل اسپانیای، خوزه مانوئل مازا اتهام‌های شورش، فتنه و سوءاستفاده از بودجه عمومی را علیه پوجدمون و سایر اعضای دولت منطقه ای کاتالونیا در دادگاه ملی اسپانیا اعلام کرد. حداکثر مجارات این اتهامات به ترتیب ۳۰، ۱۵ و ۶ زندان هستند.

### حبس

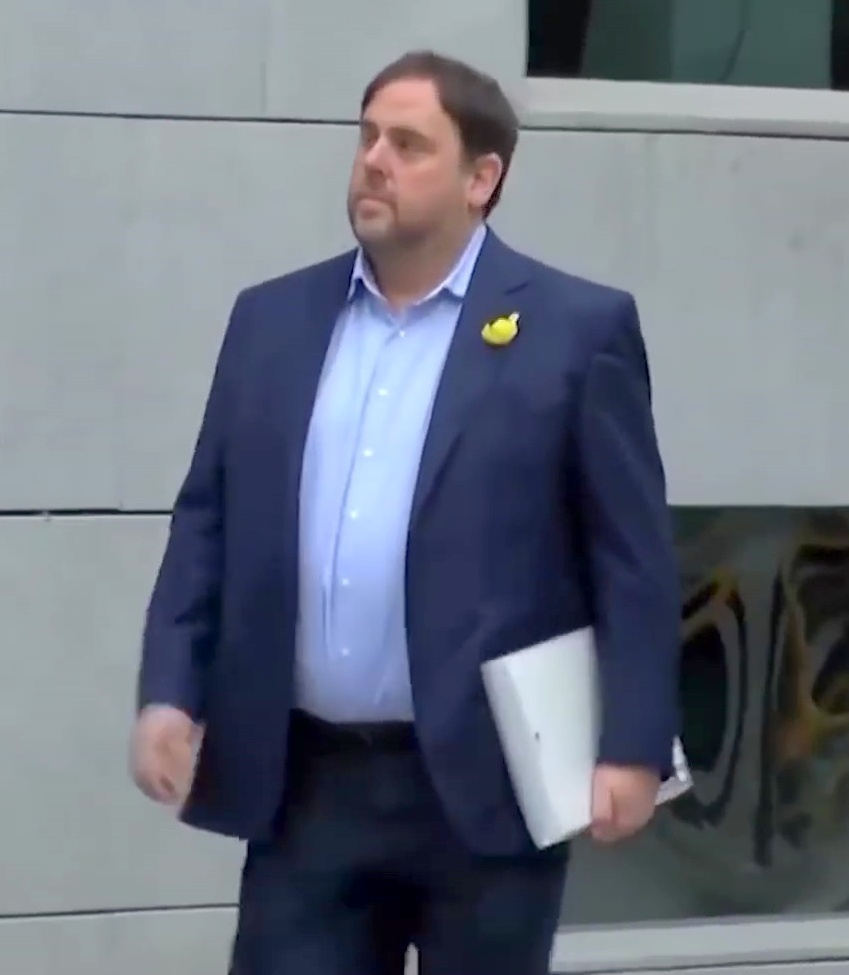
اوریول چونکراس در حال ورود به دادگاه ملی اسپانیا در مادرید در ۲ نوامبر ۲۰۱۷

در ۲ نوامبر ۲۰۱۷ دادگاه ملی اسپانیا قاضی قاضی کارمن لاملا دستور اعاده بازداشت جونکراس و هفت تن دیگر از وزیران کاتالان (دولورس باسا، ماریجل بورّاس، جوآکیم فورن، کارلس موندو، رائول روموا، جوزپ رول و جوردی ترول) را به علت احتمال فرار آن‌ها داد. این وزیران زندانی از هم جدا شده و به ۵ زندان مختلف فرستاده شدند: باسا و بورّاس به زندان الکالا، جونکراس و فورن به زندان استرمرا و موندو به زندان آرانخوئز روموا و تورول به ولدمرو و رول به Navalcarnero. وزیر نهم، سانتی بیلا در ازای قرار وثیقه به علت استفا یک روز قبل از اعلام استقلال معاف از زندان شد. هرچند که او مجبور شد یک شب را در زندان استرمرا بماند تا وکلای او مبلغ وثیقه ۵۰٬۰۰۰ یورو را تهیه کنند. با استناد به وکیل وزیران زندانی، جائومه الونسرو کوویلیاس، آن‌ها را با بدرفتاری و تحت شرایط بدی به زندان بردند. گفته می‌شود دست‌های آن‌ها با دستبند پشتشان بسته شده بود و بدون کمربند ایمنی در داخلی ماشین ونی که با سرعت حرکت می‌کرد به زندان برده شده‌اند و در طول مسیر مجبورشان کرده بودند به‌طور تکرار شونده سرود ملی اسپانیا را گوش کنند. گفته می‌شود که موندو دچار صدمات به دلیل دست بند شده و دو تن از وزیران مجبور شده بودند لباس‌هایشان را در بیاورند تا مبادا جیزی با خود به داخل زندان ببرند. در ابتدا وقتی وزیران به دادگاه ملی اسپانیا، وارد می‌شوند، در ویدئویی که به دست خبرگزاری رویترز رسیده و La Vanguardia, آن را پخش کرد، افسران پلیس اسپانیا دیده می‌شوند که با الفاظ رکیک با پیش زمینه ضدهمجنس گرایانه و پوزخند، وزیران را مورد تمسخر قرار می‌دهند. یکی از افسران می‌گوید: «صبر کنید و ببینید چه بر سر آن خرس کوچولو می‌آورند» که منظورش جونکراس است و اضافه می‌کند «وقتی او را چهار دست و پا آوردند، چمش را هم درست می‌کنند.» که اشاره می‌کند به لوچی چشم جونکراس.
در ۱ دسامبر ۲۰۱۷ هشت وزیر زندانی دو تن از فعالان استقلال طلب - جوردی سانچز و جردی کویشارت - در مقابل قاضی دیوان عالی اسپانیا، قاضی پابلو لارنا حاضر شدند و در هپات آزادی در غید وثیقه تا زمان دادرسی اشان را کردند. آن‌ها اعلامیه استقلال را پس کشیدند، متعهد به حمایت از اعمال حاکمیت مستقیم دولت مرکزی شدند و توافق کردند تا در چارچوب قانون رفتار کنند. در ۴ دسامبر ۲۰۱۷ قاضی لارنا اجازه داد تا بعد از ۳۲ روز زندان شش نفر از وزرا (باسا، بورّاس، موندو، روموا، رول و تورول) به قید وثیقه ۱۰۰٬۰۰۰ یورو آزاد شوند اما دستور داد که گذرنامه‌های آن‌ها را ضبط کردند. با این حال این آزادی با قید وثیقه شامل حال جونکراس، فورن، سانچز و کویشارت نشد. قاضی لارنا دلیل رد درخواست را احتمال ارتکاب دوباره همان جرم توسط آن‌ها دانست و گقت که تعهد " حقیقی و راستین " آن‌ها به قوانین اسپانیا برای او محرز نشده‌است.
جونکراس در دوران زندان به عنوان یک کاندیدا از ائتلاف ERC–CatSí در انتخابات پارلمان منطقه ای ۲۰۱۷ شرکت کرد و دوباره به عضویت پارلمان انتخاب شد. نتیجهٔ این انتخابات اکثریت جزئی نامزدهای استقلال طلب در پارلمان کاتالونیا بود. در تاریخ ۵ ژانویه ۲۰۱۸ درخواست مجدد آزادی به قید وثیقه جونکراس توسط قضات دادگاه عالی میگوئل کالمنرو، آلبرتو خورخه باریرو و فرانسیسکو مونترده رد شد. دلیل این قضات برای رد درخواست این بود که به باور آن‌ها «هیچ نشانه ای از اینکه متهم قصد خودداری از دنبال کردن مسیری که تا بدان روز دنبال کرده بود وجود ندارد». در ۱۲ ژانویه ۲۰۱۸ قاضی دیوان عالی کشور پابلو لارنا درخواست جونکراس مبنی بر حضور در جلسهٔ افتتاحیه دوره جدید پارلمان کاتالونیا را رد کرد. همچنین اجازه نداد که او به زندانی در ایالت کاتالونیا منتقل شود تا به بستگانش نزدیک تر باشد، اما به او اجازه داد در جلسهٔ رای‌گیری پارلمان برای انتخاب دولت منطقه ای کاتالونیا حق رأی خود را به نماینده دیگری منتقل کند و به اصطلاح رأی توسط پروکسی را برای او امکان‌پذیر کرد. هنگامی که پارلمان در ۱۷ ژانویه ۲۰۱۸ تشکیل جلسه داد، سه نماینده زندانی یعنی جونکراس، فورن و سانچز حق رأی خود را به نمایندگان دیگر منتقل کرده بودند و مارتا رویرا برای جونکراس رأی داد.
در ۷ مارس ۲۰۱۸ کمیساریای عالی دفتر کمیساریای عالی سازمان ملل برای حقوق بشر به مقامات اسپانیایی خاطر نشان کرد که "بازداشت پیش از محاکمه باید به عنوان آخرین گزینه مد نظر قرار گیرد" که این اشاره ای بود به سیاستمداران و فعالان سیاسی کاتالان که پس از برگزاری همه‌پرسی بازداشت شده بودند.

## زندگی شخصی
جونکراس در سال ۲۰۱۳ با یک معلم مدرسه به نام نئوس برامونا ازدواج کرد. آن‌ها یک پسر به نام لوک و یک دختر به نام جوآنا دارند.

## کارها
- Els Catalans i Cuba (1998, Proa)[۹۰]
- Catalunya, Espanya, Cuba: Centres i Perifèries (1999, Graó)[۹۱]
- Manel Girona, el Banc de Barcelona i el Canal d'Urgell: Pagesos i Burgesos en l'Articulació del Territori (2003, Pagès Editors, co-author Maria Antònia Martí Escayol)[۹۲]
- Guerres dels Catalans (2005, Mina, co-author Enric Calpena i Ollé)[۹۳]
- Guerra, Economia i Política a la Catalunya de l'Alta Edat Moderna (2005, Farell)[۹۴]
- Economia i Pensament Econòmic a la Catalunya de l'Alta Edat Moderna: 1520-1630 (2006, Autonomous University of Barcelona)[۹۵]
- Camí de Sicília: l'Expansió Mediterrània de Catalunya (2008, Cossetània Edicions)[۹۶]
- Les Proclames de Sobirania de Catalunya (1640-1939) (2009, Farell Editors, co-authors Adrià Cases & Albert Botran)[۹۷]
- Converses amb Oriol Junqueras: Una Actitud per fer Avançar el País (2011, Viena, co-author Bernat Ferrer i Frigola)[۹۸]
- Història del Japó (2011, Editorial UOC, co-authors Dani Madrid i Morales, Guillermo Martínez Taberner & Pau Pitarch Fernández)[۹۹]
- Revoltats (2015, Ara Llibres, co-author Justo Molinero Calero)[۱۰۰]
- Sublevados (2015, Ara Llibres, co-author Justo Molinero Calero)[۱۰۱]

## تاریخچه مبارزات انتخاباتی
| تاریخ انتخابات | حوزه انتخاباتی      | حزب                     | اعتلاف                                       | شماره | نتیجه      |
| -------------- | ------------------- | ----------------------- | -------------------------------------------- | ----- | ---------- |
| 2003 local     | سان بیسنس دلس اورتس | چپ جمهوری‌خواه کاتالونیا | Republican Left of Catalonia-Acord Municipal |       | انتخاب نشد |
| 2007 local     | سان بیسنس دلس اورتس | چپ جمهوری‌خواه کاتالونیا | Republican Left of Catalonia-Acord Municipal | ۱     | انتخاب شد  |
| 2009 European  | اسپانیا             | چپ جمهوری‌خواه کاتالونیا | Europe of the Peoples–Greens                 | ۱     | انتخاب شد  |
| 2011 local     | سان بیسنس دلس اورتس | چپ جمهوری‌خواه کاتالونیا | Junts per Sant Vicenç                        | ۱     | انتخاب شد  |
| 2012 regional  | استان بارسلون       | چپ جمهوری‌خواه کاتالونیا | Republican Left of Catalonia–Catalonia Yes   | ۱     | انتخاب شد  |
| 2015 local     | سان بیسنس دلس اورتس | چپ جمهوری‌خواه کاتالونیا | Junts per Sant Vicenç                        | ۱     | انتخاب شد  |
| 2015 regional  | استان بارسلون       | چپ جمهوری‌خواه کاتالونیا | Junts pel Sí                                 | ۵     | انتخاب شد  |
| 2017 regional  | استان بارسلون       | چپ جمهوری‌خواه کاتالونیا | Republican Left of Catalonia–Catalonia Yes   | ۱     | انتخاب شد  |